# Miss Brasil Earth 2017
Miss Brasil Earth 2017 foi a 1ª edição do concurso sob a patente Miss Brasil Earth e a 9ª edição de um concurso de beleza feito especialmente para eleger a brasileira em busca do título de Miss Terra. Foi o 16º ano de participação do Brasil no concurso e a primeira edição que foi realizada sob a coordenação da Miss Terra Brasil 2014, Letícia Silva, junto ao coordenador do Miss Terra Portugal, Ricardo Monteverde. Participaram treze (13) candidatas disputando o título em Foz do Iguaçu, no dia 2 de Setembro, com visita à Ciudad del Este, no Paraguai. No final da cerimônia, Letícia Silva e Ricardo Monteverde, coordenadores do concurso, passaram a faixa e a coroa para a grande campeã.

## Resultados

### Colocações
| Posição               | Candidata |
| Vencedora             | - Paraná - Bruna Vizintin |
| 2º. Lugar             | - Santa Catarina - Cínthia Vieira |
| 3º. Lugar             | - Pernambuco - Hortência Diniz |
| 4º. Lugar             | - Cataratas do Iguaçu - Fernanda Paludo |
| Top 10 Semifinalistas | - Águas Claras - Eduarda Estrela - Amazonas - Sasha Abreu - Minas Gerais - Ludmila Dias - Pantanal - Juliana Gvisdala - Pará - Yasmin Engelke - Rio de Janeiro - Ezabely Lopes |

     Após o destronamento da vencedora, Yasmin foi anunciada como a nova "Miss Brasil Earth".

### Prêmios
Prêmios dados pela competição deste ano:
| Posição                | Candidata                        |
| Miss Fotogenia 1       | - Paraná - Bruna Vizintin        |
| Beleza por uma causa 2 | - Águas Claras - Eduarda Estrela |

1. Foi a candidata eleita por voto aberto pelo site do concurso. Integrou o Top 10.
2. Foi a candidata com o maior número de visualizações em seu "eco-video" no You Tube

### Ordem do anúncio

#### Top 10
1. Paraná
2. Águas Claras
3. Amazonas
4. Cataratas do Iguaçu
5. Minas Gerais
6. Pantanal
7. Pará
8. Pernambuco
9. Rio de Janeiro
10. Santa Catarina

## Resposta final
Questionada pelo jurado João Casagrande sobre o que ela faria para diminuir os efeitos do aquecimento global, a vencedora respondeu:
| “ | Boa noite meu Paraná, boa noite senhores jurados. Eu estaria perto das escolas, conversando com as nossas crianças pois elas são nosso futuro, elas são a nossa mudança no País e eu estaria conversando com elas, pertinho, sobre reflorestamento, entre outras coisas. Obrigada | ” |

Bruna Vizintin, Miss Paraná Earth.

## Jurados

### Final
Ajudaram a escolher a vencedora do concurso:
1. Letícia Silva, Miss Terra Brasil 2014;
2. Claudete Pereira, diretora da revista "Nova Fase";
3. Ricardo Monteverde, diretor do Miss Queen Portugal;
4. João Casagrande, diretor de marketing do "Shopping Liderança";
5. Marcelo Freire, secretário do turismo de Foz do Iguaçu;
6. Tânia Souza, designer e presidente da "GMS Global";
7. Faisal Hammoud, fundador da "Monalisa Brasil";

## Nova proposta

### O evento
A final nacional do Miss Brasil 2017 foi realizada entre 31 de Agosto e 3 de Setembro, em Foz do Iguaçu, Paraná. A nova coordenação nacional com o apoio do município de Foz do Iguaçu e da Secretaria do Turismo, promoveram a eleição da representante brasileira para o Miss Earth, sob o lema "Beleza por uma causa", iniciativa que não premiou apenas a beleza, mas também a responsabilidade social e solidariedade ambiental. Assim, as finalistas oriundas dos diversos Estados brasileiros e do Distrito Federal, estiveram envolvidas em ações pela preservação ambiental e inclusão social, em cooperação com as instituições locais. A gala final teve lugar no Rafain Palace Hotel & Convention Center, dia 2 de Setembro às 21h:00min com entrada gratuita, no entanto cada espectador entregou 1 kg de alimento não perecível, que foi doado ao Centro de Nutrição Infantil de Foz do Iguaçu.

### Projeto ambiental
O Miss Terra busca uma mulher completa não só a nível de beleza, mas também envolvida com as questões ambientais e preservação do meio ambiente. Desta forma, todos os anos é disponibilizado pela UNEP (Departamento Ambiental das Nações Unidas) e adaptado pelo Miss Terra, um tema de promoção de práticas voltadas para a preservação do meio ambiente. Baseado nesse tema, cada candidata desenvolveu um projeto ambiental, que foi colocado em prática, e será desenvolvido após escolha da vencedora. Elas elaboraram um vídeo com uma pequena apresentação individual, seguida da apresentação do seu projeto ambiental. Este vídeo foi alvo de votação online, em que o público pôde escolher a candidata com a melhor performance e melhor projeto ambiental. A candidata eleita nesta votação se juntou ao top 10, que foi anunciado na etapa final.

## Destronamento de Bruna

### Versão da vencedora
Bruna divulgou em suas redes sociais a seguinte mensagem:
| “ | Devido a todas as pessoas que vem entrando em contato comigo pelas redes sociais, perguntando sobre o concurso e me apoiando nesta caminhada, venho com muita tristeza comunicar minha atual posição no Miss Brasil Earth 2017 e Miss Earth 2017. Desde o dia que fui convidada a participar deste concurso tão importante, venho me dedicando integralmente e me preparando diariamente para cumprir todos os critérios exigidos pelo mesmo. Desde vídeos, ensaios fotográficos, elaboração de um plano social referente ao tema dado, e todos os custos que eu, minha família e meu coordenador tivemos até o momento. A nova coordenação do concurso aqui no Brasil, em momento algum me passou (até a data da premiação do Miss Brasil Earth 2017) um contrato para ser analisado e assinado. Portanto, duas semanas após a minha coroação recebi um contrato de representação, onde por ser modelo, miss e não advogada, encaminhei para um profissional da área, para que o mesmo pudesse analisar e posicionar-se sobre a minuta. Desde então, andei sendo pressionada a assinar o contrato original, sendo que este só visa o lado do concurso, não me protegendo em momento algum (conforme análise do meu advogado). Ficamos nesse impasse onde ainda não tínhamos conseguido chegar a um comum acordo, sentimos que a coordenação do Miss Brasil Earth não estava disposta a aceitar os termos que sugerimos, nos deixando até duas semanas sem respostas, tornando o nosso tempo cada vez mais curto para entrarmos em um consenso devido a data já estabelecida para o início do concurso internacional. Eu só gostaria que eles compreendessem que este contrato não se trata de um produto e sim da Bruna Vizintin, uma pessoa que em toda sua carreira de mais de 10 anos como modelo, sempre esteve comprometida com o seu trabalho e com os seus objetivos e que nunca passou por uma situação deste tipo. Sempre procurei o diálogo e o acordo amigável, portanto hoje pela manhã recebi o e-mail que estaria sendo destituída do meu título de MISS BRASIL EARTH 2017. Prêmio este que conquistei por mérito, por conseguir atingir os quesitos estabelecidos pelo concurso. E antes mesmo de receber qualquer tipo de posição sobre a negociação da coordenação do concurso, já foi divulgado na mídia especializada especulações sobre o assunto, devido ao fato de antes mesmo da coordenação dar um posicionamento ao nosso contrato a mesma já estava nos bastidores procurando outras candidatas a fim de não respeitar minha prioridade por ser a detentora do Título de Miss Brasil Earth 2017. A todos que me acompanham e me apoiam digo que irei lutar para que isso não ocorra e que estarei informando a todos o desenrolar desta situação. Deixo aqui este comunicado em forma de desabafo pois este sonho que venho a anos me preparando, hoje me foi tirado. Obrigado a todos. | ” |

### Comunicado da organização
Após a manifestação de Bruna, a organização assim se manifestou por suas redes sociais:
| “ | Quando em Março do presente ano, assumimos a responsabilidade de realizar o Miss Brasil Earth, que há já vários anos não se vinha realizando, estaríamos longe de imaginar todo o esforço, trabalho e dedicação que este novo Desafio tem exigido. Apesar de muita adversidade ter surgido no caminho, o nosso compromisso com a organização Miss Earth sempre falou mais alto e honramos a nossa palavra. O resultado final compensou todo o esforço e dedicação, por todo um evento lindo, emotivo e que nos trouxe muita esperança futura. Desde logo motivados e empenhados em conseguir um bom resultado no Miss Earth 2017, o nosso foco passou a ser a vencedora do Miss Brasil Earth 2017 - Bruna Vizintin. O sucesso da Bruna Vizintin seria o sucesso do Miss Brasil Earth e vice versa. A nossa preocupação sempre foi e continuará sendo, a afirmação do Miss Brasil Earth. Infelizmente, por questões contratuais envolvendo o Regulamento do concurso, não será possível que a candidata vencedora do concurso represente o Brasil no Miss Earth 2017. Por conta disso, a organização nacional Miss Brasil Earth, informa que destituiu Bruna Vizintin do título de Miss Brasil Earth 2017. A organização deseja muito sucesso para o futuro da Bruna Vizintin e confia em cumprir com o nosso propósito de ter uma nova candidata Brasileira que será anunciada muito em breve, na forma do Regulamento do concurso. | ” |

## Candidatas
Disputaram o título este ano:

### Estaduais
| Representação      | Candidata         | I  | A    | Cidade Natal   | R      |
| Amazonas           | Sasha Abreu       | 19 | 1.69 | São Luís       | [ 7 ]  |
| Mato Grosso do Sul | Caroline Oliveira | 18 | 1.73 | Amambai        | [ 8 ]  |
| Minas Gerais       | Ludmila Dias      | 23 | 1.68 | Belo Horizonte | [ 9 ]  |
| Pará               | Yasmin Engelke    | 21 | 1.78 | Tomé-Açu       | [ 10 ] |
| Paraná             | Bruna Vizintin    | 23 | 1.79 | Curitiba       | [ 11 ] |
| Pernambuco         | Hortência Diniz   | 22 | 1.78 | São Bento      | [ 12 ] |
| Piauí              | Ully Dias         | 22 | 1.71 | Barras         | [ 13 ] |
| Rio de Janeiro     | Ezabely Lopes     | 20 | 1.73 | Belo Horizonte | [ 14 ] |
| Santa Catarina     | Cínthia Vieira    | 25 | 1.76 | Florianópolis  | [ 15 ] |

### Nichos ecológicos
| Representação        | Candidata        | I  | A    | Cidade Natal  | R      |
| Águas Claras 1       | Eduarda Estrela  | 18 | 1.70 | Brasília      | [ 14 ] |
| Cataratas do Iguaçu  | Fernanda Paludo  | 22 | 1.73 | Foz do Iguaçu | [ 14 ] |
| Pantanal             | Juliana Gvisdala | 20 | 1.72 | Santa Helena  | [ 16 ] |
| Serra da Mantiqueira | Luana Oliveira   | 18 | 1.80 | Cambuí        | [ 14 ] |

1. Representou o "Parque Ecológico de Águas Claras".

## Histórico

### Desistências
- Parque Lindendorf - Iara Santos

- Rio Grande do Norte - Vanessa Guerra

- Rio Grande do Sul - Mônica Seidel [17]

- Sergipe - Natália Nascimento [18]

## Candidatas em outros concursos
Participação das candidatas em outras disputas:
| Miss Curitiba Universo - 2016: Paraná - Bruna Vizintin (Top 05) - (Sem representação específica. Candidata nº 12) Miss Amazonas - 2017: Amazonas - Sasha Abreu (2º. Lugar) - (Representando o município de Presidente Figueiredo) Miss Mato Grosso Latina - 2017: Pantanal - Juliana Gvisdala (2º. Lugar) - (Representando o município de Sinop) Miss Mato Grosso do Sul - 2017: Mato Grosso do Sul - Caroline Oliveira (Top 08) - (Representando o município de Amambai) Miss Mundo Minas Gerais - 2017: Rio de Janeiro - Ezabely Lopes (2º. Lugar) - (Representando o município de Belo Horizonte) Miss Mundo Santa Catarina - 2016: Santa Catarina - Cínthia Vieira - (Representando o município de Criciúma) Miss Pará - 2012: Pará - Yasmin Engelke (Top 12) - (Representando o município de Tomé-Açu) Miss Paraná - 2016: Cataratas do Iguaçu - Fernanda Paludo (Top 06) - (Representando o município de Foz do Iguaçu) Miss Pernambuco - 2017: Pernambuco - Hortência Diniz (Top 06) - (Representando o município de Santa Cruz do Capibaribe) | Miss Piauí - 2017: Piauí - Ully Dias (Top 06) - (Representando o município de Barras) Miss Teen Minas Gerais - 2014: Rio de Janeiro - Ezabely Lopes (Vencedora) - (Representando o município de Belo Horizonte) Miss Mundo Brasil - 2016: Pará - Yasmin Engelke - (Representando a Ilha de Marajó em Florianópolis, SC) Miss Brasil Globo - 2017: Águas Claras - Eduarda Estrela (Top 10) - (Representando o Estado de Pernambuco em Brasília, DF) Miss Teen Brasil World Queen - 2015: Rio de Janeiro - Ezabely Lopes (Vencedora) - (Representando o Estado de Minas Gerais no Rio de Janeiro, RJ) 32ª Rainha da Exponop - 2016: Pantanal - Juliana Gvisdala (2º. Lugar) - (Sem representação específica.) Rainha do Pedro Leopoldo Rodeio Show - 2017: Rio de Janeiro - Ezabely Lopes (Vencedora) - (Sem representação específica.) Garota Verão - 2011: Pará - Yasmin Engelke (Vencedora) - (Representando o município de Salinópolis) Rainha do Cupuaçu - 2017: Amazonas - Sasha Abreu (Vencedora) - (Sem representação específica.) |